# 三浦和樹
三浦 和樹（みうら かずき、1988年9月22日 - ）は岩手県・奥州市出身のレーシングドライバー。

## プロフィール
- 身長： 163cm
- 体重： 52kg
- 血液型：A型
- 趣味：ドライブ、映画鑑賞、スノーボード、温泉旅行、キャンプ、ゴルフ

2005年より鈴鹿サーキットレーシングスクール・フォーミュラ (SRS-F) に入校し、翌2006年には成績優秀者としてスカラシップを獲得し、2007年もSRS-Fを受講した。
2008年よりホンダのHonda フォーミュラ・ドリーム・プロジェクト (HFDP) のサポートを受けフォーミュラチャレンジ・ジャパン (FCJ) に参戦したが、第6戦（もてぎ）で3位を獲得するも、シリーズランキング10位にとどまった。2009年も引き続きFCJに参戦。第7戦、第8戦（富士）および第9戦、第10戦（鈴鹿）で4連勝を決め、シリーズチャンピオンを獲得した。
2010年よりHFDPのサポートのもとHFDP RACINGより全日本F3選手権Nクラスに参戦し、複数回 表彰台を獲得した。2011年も引き続き全日本F3選手権Nクラスに参戦し、第6戦（富士）で初優勝を果たした。

## レース戦績
- 2005年
  - 鈴鹿サーキットレーシングスクール（SRS-F）
  - SUGO カートレース・TIAクラス＜スポット参戦＞
- 2006年
  - 鈴鹿サーキットレーシングスクール（スカラシップ獲得）
  - SUGO カートレース・PROクラス＜スポット参戦＞
- 2007年 - 鈴鹿サーキットレーシングスクール
- 2008年 - FCJシリーズ（シリーズ10位）
- 2009年 - FCJシリーズ（シリーズチャンピオン・4勝）
- 2010年 - 全日本F3選手権・Nクラス（HFDP RACING #7／ダラーラF307 3S-GE）（シリーズ6位）
- 2011年 - 全日本F3選手権・Nクラス（HFDP RACING #7／ダラーラF307 3S-GE）（シリーズ6位）

### 全日本フォーミュラ3選手権
| 年     | チーム      | エンジン | クラス | 1      | 2      | 3      | 4        | 5      | 6        | 7      | 8      | 9      | 10     | 11     | 12     | 13     | 14     | 15       | 16     | 順位 | ポイント |
| ------ | ----------- | -------- | ------ | ------ | ------ | ------ | -------- | ------ | -------- | ------ | ------ | ------ | ------ | ------ | ------ | ------ | ------ | -------- | ------ | ---- | -------- |
| 2010年 | HFDP RACING | トヨタ   | N      | SUZ1 3 | SUZ2 7 | TRM1 3 | TRM2 Ret | FSW1 6 | FSW2 Ret | FSW1 7 | FSW2 6 | TRM1 5 | TRM2 6 | OKA1 3 | OKA2 4 | SUG1 6 | SUG2 6 | AUT1 Ret | AUT2 3 | 6位  | 31       |
| 2011年 | HFDP RACING | トヨタ   | N      | SUZ1 5 | SUZ2 4 | FSW1 4 | FSW2 4   | FSW3 6 | FSW1 1   | FSW2 4 | TRM1 5 | TRM2 4 | OKA1 5 | OKA2 6 | SUZ1 C | SUZ2 C | SUG1 6 | SUG2 4   | SUG3 5 | 6位  | 41       |